# D607 (Seine-et-Marne)
De D607 is een departementale weg in het Franse departement Seine-et-Marne, ten zuidoosten van Parijs. De weg loopt van de grens met Essonne via Fontainebleau en Nemours naar de grens met Loiret. In Essonne loopt de weg als RNIL 7 verder naar Orly en Parijs. In Loiret loopt de weg verder als D2007 naar Montargis en Lyon.

## Geschiedenis
Oorspronkelijk was de D607 onderdeel van de N7. In 2006 werd de weg overgedragen aan het departement Seine-et-Marne, omdat de weg geen belang meer had voor het doorgaande verkeer. De weg is toen omgenummerd tot D607.